# (73494) 2002 QF42
2002 كيو أف 42 (ويعرف أيضًا باسم (73494) 2002 كيو أف 42 وفق تسمية الكوكب الصغير) (بالإنجليزية: 2002 QF42)‏ هو كويكب ضمن حزام الكويكبات؛ وترتيبه 73494 من حيث الاكتشاف.
اكتُشف هذا الجُرم الفلكي بواسطة تعقب الأجرام القريبة من الأرض في 30 أغسطس 2002.

## وصلات خارجية
- (73494) 2002 QF42 في قاعدة بيانات مختبر الدفع النفاث لأجرام النظام الشمسي الصغيرة

- الاكتشاف · مخطط المدار ·  العناصر المدارية · المعلمات المادية

- (73494) 2002 QF42 على موقع ويكي سكاي: DSS2, SDSS, GALEX, IRAS, Hydrogen α, X-Ray, Astrophoto, Sky Map, Articles and images